# Melomys bougainville
Melomys bougainville és una espècie de mamífer rosegador de la família dels múrids. Són rosegadors de petites dimensions, amb una llargada de cap a gropa de 135 a 149 mm, una cua de 135 a 140 mm i un pes de fins a 86 g. És endèmica de les Illes Salomó. Es creu que té hàbits semblants als de M. rufescens, i que viu en llocs amb presència humana, com camps cultivats o dins de cases. De fet, anteriorment s'havia considerat una subespècie de M. rufescens.